# Castelo Auchen
Castelo Auchen é um castelo  de formato quadrangular, construido em pedra, localizado perto de Dumfries, Escócia, foi designado como monumento em 1937.

## História
O castelo foi provavelmente construído pela família Kirkpatrick entre o início e meio do século XIII, possivelmente para substituir o castelo vizinho motte-and-bailey em Garpol Water e comandar o vale do Rio Annan a leste e a formada por Garpol Burn ao sul. A primeira evidência documentada do local é de um contrato datado de Dezembro de 1306, no qual Sir Roger de Kirkpatrick empresta dinheiro para Sir Humphrey de Bohun, 4º Conde de Hereford. Após a morte de Kirkpatrick durante o cerco do Castelo Lochmaben em 1313, parece que as terras foram transferidas para Thomas Randolph, 1º Conde de Moray. Apesar disso, é incerto o que aconteceu com elas após sua morte em 1332. Por volta do 15º século, o castelo pertencia a Douglasses de Morton, após ter passado para Johnstones de Corehead, possivelmente durante a campanha do rei James II contra os Douglasses.
No seu formato original o castelo compreendia um recinto quadrilátero com entrada na parede norte. Tinha um baluarte redondo a noroeste e um garderobe na cortina leste. As paredes eram protegidas por uma vala larga, com exceção a norte onde uma calçada passava por dois tanques de pesca interligados. No final do século XV, ou em meados do século XVI, o castelo foi adaptado para uso como fortificação de artilharia com as paredes rebaixadas e reforçadas com alvenaria e terra.
Um inventário de bens pertencentes ao falecido James Douglas de “Auchencassill” de 1483 inclui uma mesa dobrável, um cavalo, um cálice e ornamentos de altar, uma espada, um colchão de penas, cortinas de cama e dossel, e as cortinas ou adornos do salão, uma almofada, um sal de prata e colher, utensílios de cozinha, um cajado de enguia e outros itens.  Estes itens foram reivindicados por William Douglas de Drumlanrig como herdeiro.